# Cremastus scorteus
Cremastus scorteus är en stekelart som beskrevs av Dasch 1979. Cremastus scorteus ingår i släktet Cremastus och familjen brokparasitsteklar. Inga underarter finns listade i Catalogue of Life.